# 1989 Голяма награда на Унгария
1989 Голяма награда на Унгария е 4-то състезание за Голямата награда на Унгария и десети кръг от Сезон 1989 във Формула 1, който се провежда на 13 август 1989, на пистата Хунгароринг, Будапеща, Унгария.

## Репортаж
Преди началото на ГП на Унгария, пилотите на Макларън Ален Прост и Аертон Сена водят класирането при пилотите, като Прост е с 53 точки а Сена 36. Всичко изглежда че както и през предишния сезон и двамата ще се борят за титлата. Макларън имат 51 точки преднина пред втория Уилямс при конструкторите.
В едно от най-дългите и трудните състезания през годината Рикардо Патрезе изненадващо взе пол-позицията с време 1:19.726, стартирайки своя 186 старт. Макар Сена да не е първи в квалификацията, той е доволен от втората позиция и на първа редица редом с Патрезе. Още една изненада дойде от Алекс Кафи със своята Далара класирайки се 3-ти само на шест-десети от времето на бразилеца. Победителя от ГП на Канада, Тиери Бутсен е четвърти, докато лидера при пилотите Прост стартира на разочороващата 5-а позиция. След французина са Герхард Бергер 6-и, Алесандро Нанини 7-и, Стефано Модена 8-и, Дерек Уорик 9-и и Пиерлуиджи Мартини 10-и. Найджъл Менсъл който е трети в класирането при пилотите стартира чак 12-и.
Патрезе направи отличен старт като не даде шанс на Сена да го изпревари на първия завой. Кафи запази третата позиция докато Бергер е вече четвърти, изпреварайки Прост и Бутсен. Андреа де Чезарис е първия отпаднал след повреда в газта на своята Далара. След края на втората обиколка класирането е Патрезе, Сена, Кафи, Бергер, Прост, Бутсен, Нанини, Менсъл, Уорик и Иван Капели. Скоро Кафи започна да губи позиции първо от Бергер след това от Прост и Менсъл. Накрая Кафи спря в 36-а обиколка за смяна на гуми. След като изпревари Далара-та на Алекс, Бергер се доближи до Сена в 10-а обиколка. Пиеркарло Гинзани се завъртя обиколка по-късно със своята Осела. В същото време Нанини спря в бокса на Бенетон за смяна на гуми. Менсъл който се движи седми изпревари Бутсен, благодарение на факта че Далара-та на Алекс Кафи го забави. Скоро и Прост се доближи до лидерската група водена от Патрезе. Мартини е следващия отпаднал с пушек идвайки от задна дясна гума, вероятно избухнал спирачен диск в 19-а обиколка. Никой в челото не бърза да прави атаки с изключение на Прост, който се залепи до Бергер. Менсъл вече е 5-и след изпреварването срещу Кафи, и започна да преследва водачите с чиста писта пред британеца. Микеле Алборето също напусна надпреварата след като двигателя на неговата Лола не издържа. Бергер спря в 29-а обиколка, като Прост вече е 3-ти. Уорик посети механиците на Ероуз в 31-вата обиколка за смяна на гуми след като е на 7-а позиция. Обиколка по-късно Сатору Накаджима, който старира състезанието на 20-а позиция се завъртя и аут от състезанието с увиснала задна дясна гума след инцидент с Ероуз-а на Дерек Уорик. Менсъл вече е зад гърба на първите три като в 41-вата обиколка изпревари Макларън-а на Прост. В 51-вата обиколка първите пет са разделени само на 4 секунди, а Сена успя да мине пред Уилямс-а на Патрезе в началото на 52-рата обиколка. След това Менсъл също мина пред италианеца. Прост и Бергер бяха следващите които изпревариха Патрезе, докато той отпадна от състезанието с проблем с един от радиаторите. Това прати Еди Чийвър и Тиери Бутсен в точките. Ферари-то на Найджъл се доближи до Макларъна на Сена, докато другото Ферари на Бергер също се присъедини към групата отпаднали. При опита да затвори с обиколка бавния Оникс на Стефан Йохансон, Менсъл мина пред бразилеца за да поеме водачеството в 58-ата обиколка. Четири обиколки по-късно разликата между двамата е секунда и половина, а с отпадането на Бергер, Лотус-а на Нелсън Пикет влезе в точките. Прост спря в същата обиколка което даде шанс на Чийвър да мине на трета позиция. Скоро позицията отново ще е на французина макар че вече за 4-то място, след като Бутсен изпревари Чийвър за трето. Не са настъпили промени в позициите до карирания флаг където Менсъл имаше около двайсет секундна преднина на финала от Сена. След тях са Бутсен, Прост, Чийвър, Пикет, Кафи, Емануеле Пиро(стартирайки 25-и), Жан Алези и Уорик.
Това е втора победа на Менсъл като пилот на Ферари и общо 15-а за британеца. С това той си осигури третото място увеличавайки разликата между него и четвъртия Рикардо Патрезе, докато в челото Прост продължава да води пред Сена с аванс от 14 точки.

## Класиране

### Състезание
| Поз  | No | Пилот              | Конструктор      | Обиколки | Време/Отпадане | Място | Точки |
| ---- | -- | ------------------ | ---------------- | -------- | -------------- | ----- | ----- |
| 1    | 27 | Найджъл Менсъл     | Ферари           | 77       | 1:49:38.650    | 12    | 9     |
| 2    | 1  | Айртон Сена        | Макларън-Хонда   | 77       | + 25.967       | 2     | 6     |
| 3    | 5  | Тиери Бутсен       | Уилямс-Рено      | 77       | + 38.354       | 4     | 4     |
| 4    | 2  | Ален Прост         | Макларън-Хонда   | 77       | + 44.177       | 5     | 3     |
| 5    | 10 | Еди Чийвър         | Ероуз-Форд       | 77       | + 45.106       | 16    | 2     |
| 6    | 11 | Нелсон Пикет       | Лотус-Джъд       | 77       | + 1:12.039     | 17    | 1     |
| 7    | 21 | Алекс Кафи         | Далара-Форд      | 77       | + 1:24.225     | 3     |       |
| 8    | 20 | Емануеле Пиро      | Бенетон-Форд     | 76       | + 1 Об.        | 25    |       |
| 9    | 4  | Жан Алези          | Тирел-Форд       | 76       | + 1 Об.        | 11    |       |
| 10   | 9  | Дерек Уорик        | Ероуз-Форд       | 76       | + 1 Об.        | 9     |       |
| 11   | 8  | Стефано Модена     | Брабам-Джъд      | 76       | + 1 Об.        | 8     |       |
| 12   | 7  | Мартин Брандъл     | Брабам-Джъд      | 75       | + 2 Об.        | 15    |       |
| 13   | 3  | Джонатан Палмър    | Тирел-Форд       | 73       | + 4 Об.        | 19    |       |
| Отп  | 24 | Луис Перес-Сала    | Минарди-Форд     | 57       | Сблъсък        | 23    |       |
| Отп  | 28 | Герхард Бергер     | Ферари           | 56       | Ск.кутия       | 6     |       |
| Отп  | 6  | Рикардо Патрезе    | Уилямс-Рено      | 54       | Радиатор       | 1     |       |
| Отп  | 36 | Стефан Йохансон    | Оникс-Форд       | 48       | Ск.кутия       | 24    |       |
| Отп  | 19 | Алесандро Нанини   | Бенетон-Форд     | 46       | Ск.кутия       | 7     |       |
| Отп  | 37 | Бертран Гашо       | Оникс-Форд       | 38       | Ск.кутия       | 21    |       |
| Отп  | 12 | Сатору Накаджима   | Лотус-Джъд       | 33       | Инцидент       | 20    |       |
| Отп  | 15 | Маурисио Гужелмин  | Марч-Джъд        | 27       | Електро        | 13    |       |
| Отп  | 16 | Иван Капели        | Марч-Джъд        | 26       | Крило          | 14    |       |
| Отп  | 29 | Микеле Алборето    | Ларус-Ламборгини | 26       | Двигател       | 26    |       |
| Отп  | 18 | Пиеркарло Гинзани  | Осела-Форд       | 20       | Електро        | 22    |       |
| Отп  | 23 | Пиерлуиджи Мартини | Минарди-Форд     | 9        | Крило          | 10    |       |
| Отп  | 22 | Андреа де Чезарис  | Далара-Форд      | 0        | Съединител     | 18    |       |
| НКв  | 25 | Рене Арну          | Лижие-Форд       |          |                |       |       |
| НКв  | 26 | Оливие Груяр       | Лижие-Форд       |          |                |       |       |
| НКв  | 38 | Кристиан Данер     | Риал-Форд        |          |                |       |       |
| НКв  | 39 | Фолкар Вайдлер     | Риал-Форд        |          |                |       |       |
| DNPQ | 17 | Никола Ларини      | Осела-Форд       |          |                |       |       |
| DNPQ | 30 | Филип Алио         | Ларус-Ламборгини |          |                |       |       |
| DNPQ | 41 | Яник Далмас        | АГС-Форд         |          |                |       |       |
| DNPQ | 34 | Бернд Шнайдер      | Закспийд-Ямаха   |          |                |       |       |
| DNPQ | 40 | Габриеле Таркини   | АГС-Форд         |          |                |       |       |
| DNPQ | 31 | Роберто Морено     | Колони-Форд      |          |                |       |       |
| DNPQ | 33 | Грегор Фойтек      | Еуро Брун-Джъд   |          |                |       |       |
| DNPQ | 35 | Агури Сузуки       | Закспийд-Ямаха   |          |                |       |       |
| DNPQ | 32 | Пиер-Анри Рафанел  | Колони-Форд      |          |                |       |       |

## Класиране след състезанието
| Поз | Пилот           | Точки |
| --- | --------------- | ----- |
| 1   | Ален Прост      | 56    |
| 2   | Айртон Сена     | 42    |
| 3   | Найджъл Менсъл  | 34    |
| 4   | Рикардо Патрезе | 25    |
| 5   | Тиери Бутсен    | 17    |

| Поз | Конструктор    | Точки |
| --- | -------------- | ----- |
| 1   | Макларън-Хонда | 98    |
| 2   | Уилямс-Рено    | 42    |
| 3   | Ферари         | 34    |
| 4   | Бенетон-Форд   | 17    |
| 5   | Ероуз-Джъд     | 11    |

- Бележка: И в двете класирания са показани само първите пет отбора.